# Monts Cérauniens
Les monts Cérauniens, ou montagnes Cérauniennes (du grec moderne : Κεραύνια όρη / Keravnia ori, « monts de la Foudre », en albanais : Mali i Kanalit, « monts du Canal », et en latin : Cerauni montes), sont une chaîne montagneuse située dans le Sud-Ouest de l’Albanie. Longs d’une centaine de kilomètres, ils s’étendent sur la côte ionienne, des abords de la frontière grecque à la péninsule de Karaburun (en), sur la rive orientale du canal d'Otrante. Leur point culminant est Maja e Çikës (en), qui atteint 2 045 mètres d'altitude.
Le col de Llogara (1 027 m) divise l’ensemble montagneux en deux chaînes, occidentale et orientale. La chaîne occidentale est également connue sous le nom de montagnes Acrocérauniennes.
Les montagnes Cérauniennes ont été décrites dès l’Antiquité par des auteurs comme Ptolémée, Strabon ou Pausanias et, aujourd’hui, leur nom grec classique est souvent mieux connu que leur nom albanais contemporain.

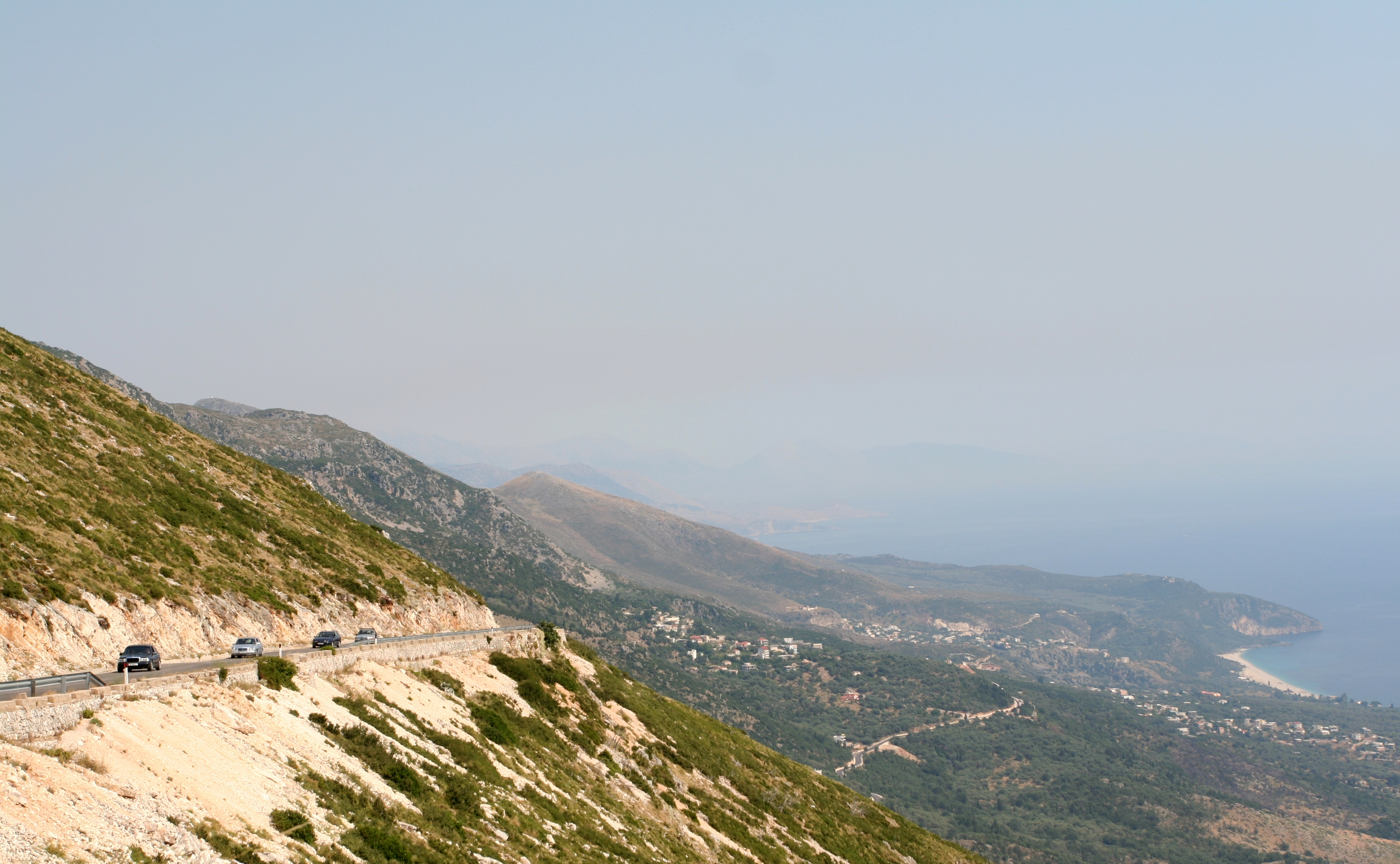
Vue du versant littoral du massif.